# Menthe - la bienheureuse
Menthe - la bienheureuse  è un cortometraggio del 1979 scritto e diretto da Lars von Trier. Il soggetto del film è tratto dal romanzo Histoire d'O di Pauline Réage. 

## Trama
La sottomissione volontaria della protagonista al suo amante.